# Snaisgill
Snaisgill – osada w Anglii, w hrabstwie Durham. Leży 36 km na południowy zachód od miasta Durham i 371 km na północ od Londynu.